# Bolidorhynchus insignis
Bolidorhynchus insignis is een rechtvleugelig insect uit de familie Proscopiidae. De wetenschappelijke naam van deze soort is voor het eerst geldig gepubliceerd in 1931 door Hebard.